# Hoffmannia pedunculata
Hoffmannia pedunculata är en måreväxtart som beskrevs av Olof Swartz. Hoffmannia pedunculata ingår i släktet Hoffmannia och familjen måreväxter. Inga underarter finns listade i Catalogue of Life.